# II. Alfonz portugál király

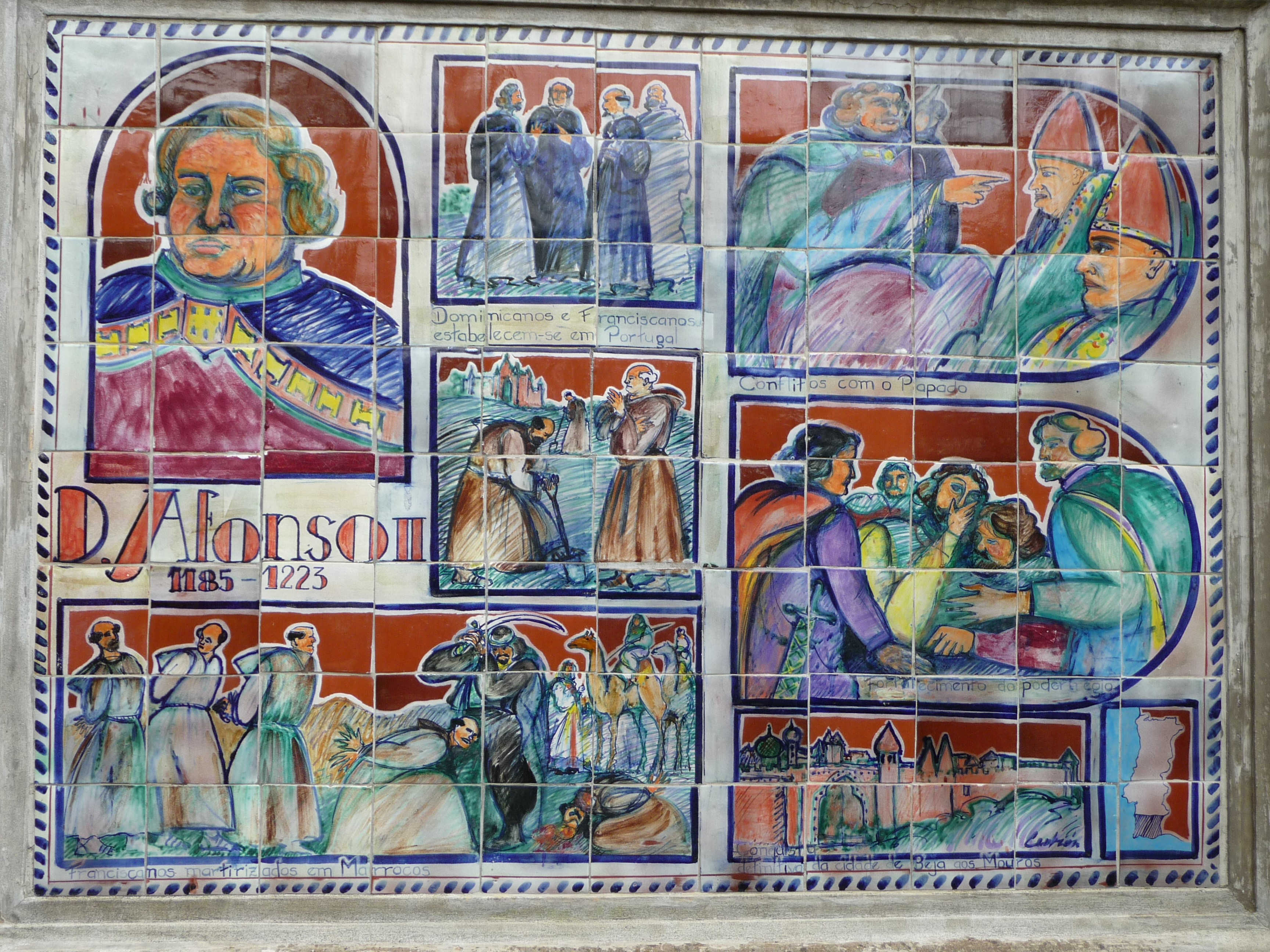
Azulejo Kövér Alfonz életének fontosabb jeleneteivel
1. A dominikánusok és franciskánusok betelepítése
2. Konfliktusa a pápával
3.
4. A központi hatalom megerősítése
5. A ferencesek mártíromsága Marokkóban
6. Beja városának visszafoglalása a móroktól

II. Alfonz (Coimbra, 1185. április 23. – Coimbra, 1223. március 25.) vagy ragadványnevén Kövér Alfonz, (portugál nevén: Dom Afonso II O Gordo) Portugália harmadik királya volt. Alfonz I. Sancho portugál király és felesége Dulcia Berengár aragóniai infánsnő ötödik gyermekeként született. Anyja révén IV. Rajmund Berengár barcelonai gróf unokája volt. Kövérségét valószínűleg fiatalkori betegsége okozta, emiatt képtelen volt csapatai vezetésére. 1211-ben követi apját a trónon.

## Uralkodása
Uralkodása első éveiben II. Alfonz és lánytestvérei, Mafalda, Sancha és Teresa infánsnők valamint a velük szimpatizáló nemesek között heves hatalmi viszály bontakozott ki.
Ennek az volt az oka, hogy I. Sancho végrendeletében lányainak a királynői cím mellé jelentős városokat – Montemor-o-Velhót, Seiát és Alenquert – adományozott a hozzájuk tartozó falvakkal, földekkel és jövedelmekkel. II. Alfonz azonban tartott attól, hogy az infánsnők férjei révén a birtokok kasztíliai vagy leóni kezekbe jutnak, és ezzel veszélyeztetik a Portugál Királyság területi egységét, ezért elkobozta az infánsnők birtokait.
Elődeinek háborúpárti politikájával szemben II. Alfonz a békére törekedett szomszédaival, és inkább az ország gazdasági megszilárdítását, társadalmi rendjének fejlesztését helyezte előtérbe. Megegyezett a szomszédos Galicia és a Leóni Királyság uralkodóival a határvonalakról. Nem indított önálló területszerző hadjáratokat a félsziget déli, muzulmán fennhatóságú területeire sem, bár 1212-ben a portugál sereg kasztíliai, aragóniai, navarrai és francia szövetségesek oldalán kitüntette magát a VIII. Alfonz kasztíliai király győzelmével végződő Las Navas de Tolosa-i csatában, amit a muszlim almohádok hanyatlásának kezdetének tekintünk. 1217-ben nemesemberek egy csapata a lisszaboni püspök vezetésével visszahódította a móroktól Alcácer do Sal városát.
Az első írott törvénygyűjteményt is Alfonz adta ki olyan témákkal mint a magántulajdon, 'polgári jogok' és pénzverés joga. Követeket küldött több európai országba, hogy élénkítsék a kereskedelmi kapcsolatokat.
Bevezette a földtulajdonra jogosultság vizsgálatát, amivel kihívta maga ellen az egyházat és a többi földbirtokost. Nagyapja, I. Alfonz idején ugyanis a katolikus egyház rendjei tekintélyes földbirtokokat és kiváltságokat kaptak az ország függetlenségének elismeréséért cserébe, és erre alapozva az egyház világi hatalma túlzottan megerősödött: jóformán önálló állammá vált az államon belül.
Az egyház földtulajdonjogainak és adómentességeinek felülvizsgálata diplomáciai összetűzéshez vezetett a pápai állam és a Portugál Királyság között. Ennek eredményeképpen 1219-ben a bragai érsek III. Honoriusz pápa jóváhagyásával kiközösítette II. Alfonz királyt és udvarát a római katolikus egyházból. Végül békét kötött a pápával. Ebben ugyan megígérte, hogy visszaállítja az egyház kiváltságait, de 1223-ban anélkül halt meg, hogy ezt az ígéretét beváltotta volna.
A konfliktust néhány hónappal később, utódja, Kegyes Sancho uralkodása alatt sikerült feloldani; ekkor helyezhették II. Alfonzot végső nyugalomra az alcobaçai kolostorban. A portugál uralkodók hosszú sorában ő volt az első olyan, akit a ciszterci apátság panteonjában temettek el.

## Családja
II. Alfonz 1208-ban vette feleségül Kasztíliai Urracát (1186-1220), VIII. Alfonz kasztíliai király lányát. Öt gyermekük született:
- - II. Sancho portugál király (1207-1248)
  - III. Alfonz portugál király (1210-1279)
  - Eleonóra, portugál infánsnő (1211-1231), III. Valdemár dán király felesége
  - Ferdinánd, portugál infáns (1217-1246), Serpa és Lamego hűbérura
  - Vince, portugál infáns (* 1219, fiatalon meghalt)

Törvénytelen gyermekei:
- - János Alfonz (? -1234)
  - Péter Alfonz (1210-?)